# Welttag der Feuchtgebiete

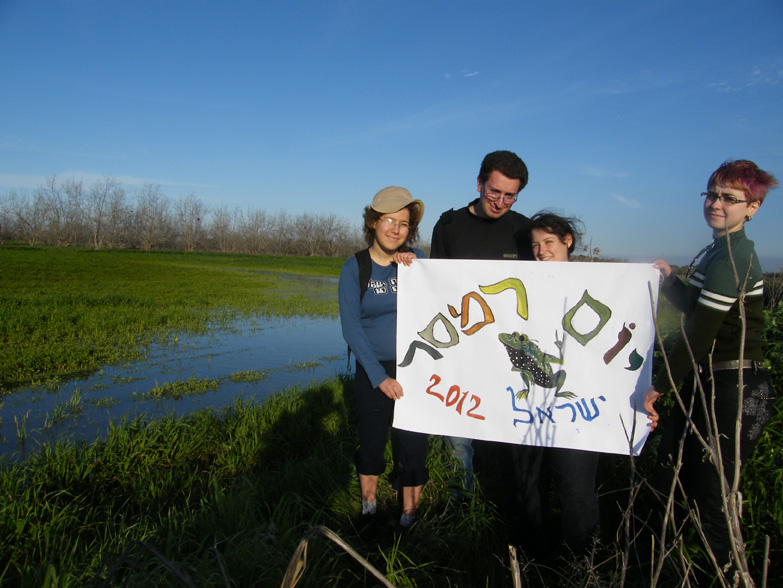
Junge Menschen feiern den Welttag der Feuchtgebiete (Israel, 2012)

Der Welttag der Feuchtgebiete oder Weltfeuchtgebietstag (englisch World Wetland Day) wird seit 1997 jährlich am 2. Februar im Gedenken an die Ramsar-Vereinbarung (Übereinkommen über Feuchtgebiete von internationaler Bedeutung, insbesondere als Lebensraum für Wasser- und Watvögel) begangen, die von der UNESCO angestoßen wurde. Der Gedenktag soll die öffentliche Wahrnehmung des Wertes und der Vorzüge von Feuchtgebieten verbessern. Im Sinne der Ramsar-Konvention zählen zu diesen einerseits Feuchtwiesen, Moor- und Sumpfgebiete, Flussauen und Seen sowie anderseits auch Küstengebiete wie beispielsweise Salzwiesen, Mangroven-Ökosysteme und Seegraswiesen. Feuchtgebiete sind von hoher Bedeutung für die Biodiversität. Zudem regulieren beispielsweise Moore den Wasser- und Nährstoffhaushalt und spielen als Kohlenstoffspeicher eine wichtige Rolle für den Klimaschutz.

## Themen
Jedes Jahr wird ein Thema für den Welttag der Feuchtgebiete gewählt. 2024 war das Thema Wetlands and Human wellbeing („Feuchtgebiete und menschliches Wohlergehen“) und für 2025 wurde das Thema Protecting Wetlands for Our Common Future („Schutz von Feuchtgebieten für unsere gemeinsame Zukunft“) gewählt.
| Jahr | Thema | Belege            |
| ---- | --- | ----------------- |
| 2025 | Protecting Wetlands for Our Common Future („Schutz von Feuchtgebieten für unsere gemeinsame Zukunft“)                                                       | [ 2 ] [ 3 ] [ 4 ] |
| 2024 | Wetlands and Human Wellbeing („Feuchtgebiete und menschliches Wohlergehen“)                                                                                 | [ 5 ] [ 6 ]       |
| 2023 | Wetland Restoration („Es ist Zeit, Feuchtgebiete wiederherzustellen!“)                                                                                      | [ 7 ]             |
| 2022 | Wetlands action for people and nature („Feuchtgebietsaktion für Mensch und Natur“)                                                                          | [ 8 ] [ 9 ]       |
| 2021 | Wetlands and water („Feuchtgebiete und Wasser“) | [ 10 ]            |
| 2020 | Wetlands and Biodiversity („Feuchtgebiete und Biodiversität“)                                                                                               | [ 10 ]            |
| 2019 | Wetlands and Climate Change („Feuchtgebiete und Klimawandel“)                                                                                               | [ 10 ]            |
| 2018 | Wetlands for a Sustainable Urban Future („Feuchtgebiete für eine nachhaltige urbane Zukunft“)                                                               | [ 10 ]            |
| 2017 | Wetlands for Disaster Risk Reduction („Feuchtgebiete zur Katastrophenvorsorge“)                                                                             | [ 10 ]            |
| 2016 | Wetlands For Our Future: Sustainable Livelihoods („Feuchtgebiete für unsere Zukunft: Nachhaltige Lebensgrundlagen“)                                         | [ 10 ]            |
| 2015 | Wetlands For Our Future („Feuchtgebiete für unsere Zukunft“)                                                                                                | [ 10 ]            |
| 2014 | Wetlands and Agriculture: Partners for Growth („Feuchtgebiete und Landwirtschaft: Partner für Wachstum“)                                                    | [ 10 ]            |
| 2013 | Wetlands Take Care of Water („Feuchtgebiete kümmern sich um Wasser“)                                                                                        | [ 10 ]            |
| 2012 | Wetland Tourism: A great experience („Feuchtgebietstourismus: Ein großartiges Erlebnis“)                                                                    | [ 10 ]            |
| 2011 | Forests for water and wetlands („Wälder für Wasser und Feuchtgebiete“)                                                                                      | [ 10 ]            |
| 2010 | Caring for wetlands – An answer to climate change („Pflege von Feuchtgebieten – Eine Antwort auf den Klimawandel“)                                          | [ 10 ]            |
| 2009 | Upstream, Downstream: Wetlands connect us all („Flussaufwärts, flussabwärts: Feuchtgebiete verbinden uns alle“)                                             | [ 10 ]            |
| 2008 | Healthy Wetlands, Healthy People („Gesunde Feuchtgebiete, gesunde Menschen“)                                                                                | [ 10 ]            |
| 2007 | Fish for tomorrow? („Fisch für morgen?“) | [ 10 ]            |
| 2006 | Livelihoods at Risk („Existenzgrundlagen in Gefahr“) |                   |
| 2005 | There's Wealth in Wetland Diversity – Don't Lose It („Die Vielfalt der Feuchtgebiete ist ein Reichtum – verliert ihn nicht“)                                |                   |
| 2004 | From the mountains to the sea – Wetlands at work for us („Von den Bergen bis zum Meer – Feuchtgebiete im Einsatz für uns“)                                  |                   |
| 2003 | No wetlands – no water („Keine Feuchtgebiete – kein Wasser“)                                                                                                |                   |
| 2002 | Wetlands : Water life and culture („Feuchtgebiete: Wasserleben und Kultur“)                                                                                 |                   |
| 2001 | A wetland world – A world to discover („Eine Feuchgebietstwelt – Eine Welt zum Entdecken“)                                                                  |                   |
| 2000 | Celebrating our wetlands of international importance („Wir feiern unsere Feuchtgebiete von internationaler Bedeutung“)                                      |                   |
| 1999 | People and wetlands- the vital link („Menschen und Feuchtgebiete – die entscheidende Verbindung“)                                                           |                   |
| 1998 | Importance of water to life & role of wetlands in water supply („Bedeutung des Wassers für das Leben und Rolle der Feuchtgebiete bei der Wasserversorgung“) |                   |
| 1997 | WWD celebrated for the first time („WWD feierte zum ersten Mal“)                                                                                            |                   |